# Stecknadelhorn
Das Stecknadelhorn ist eine kleine Erhebung im Nadelgrat, wird aber ob seiner Höhe von 4240 m ü. M. als eigenständiger Viertausender gezählt. Das Stecknadelhorn liegt in den Walliser Alpen in der Mischabel Bergkette zwischen Saas Fee und Täsch und damit im Kanton Wallis in der Schweiz.
Die Erstbesteigung gelang am 8. August 1887 Oscar Eckenstein mit dem Führer Matthias Zurbriggen.
Das Stecknadelhorn wird bei der Überschreitung des Nadelgrats betreten.